# ダイイシス
ダイイシス (Diesis) とはイギリスの競走馬である。「ディエシス」とも呼ばれる。馬名は英語で「‡（ダブルダガー（二重短剣符）」の意。全兄にサセックスステークス勝ちなどがある名マイラーのクリス (Kris) 、全弟に種牡馬として活躍したキーン (Keen) がいる。
2歳時にG1を2勝（このときの騎手はレスター・ピゴット）し、ヨーロッパの最優秀2歳牡馬に輝くもイギリス2000ギニーではシアトルスルーの半弟であるロモンドに敗れ8着、続くヘロンステークスも2着と惜敗し引退となった。
引退後はアメリカで種牡馬入りし、イギリス・アイルランドオークス三冠（イギリスオークス、アイリッシュオークス、ヨークシャーオークスの3つの競走のこと）馬を2頭輩出し、ほかにも数多くのG1馬を輩出し成功、兄弟のクリスやキーンらとともに父シャーペンアップの血を広げた。
2006年に種牡馬引退、同年11月18日に腰骨を骨折し安楽死となった。

## 年度別競走成績
- 1982年（4戦3勝）
  - ミドルパークステークス (G1) 、デューハーストステークス (G1)
- 1983年（2戦0勝）

## 代表産駒

### 日本国外調教馬
- Ramruma - イギリスオークス (G1) 、アイリッシュオークス (G1) 、ヨークシャーオークス (G1)
- Diminuendo - イギリスオークス (G1) 、アイリッシュオークス (G1) 、ヨークシャーオークス (G1)
- Halling - エクリプスステークス (G1) 2回、インターナショナルステークス (G1) 2回、イスパーン賞 (G1)
- Debussy - アーリントンミリオン (G1)

ほか多数

### 日本国内調教馬
- マルカダイシス - 鳴尾記念 (G2)
- スギノハヤカゼ - スワンステークス (G2) 、CBC賞 (G2) 、中日スポーツ賞4歳ステークス (G3) 、アーリントンカップ (G3)

## 血統表
| ダイイシスの血統（シャーペンアップ系（ネイティヴダンサー系） / Deiri 5x5=6.25%） | ダイイシスの血統（シャーペンアップ系（ネイティヴダンサー系） / Deiri 5x5=6.25%） | ダイイシスの血統（シャーペンアップ系（ネイティヴダンサー系） / Deiri 5x5=6.25%） | （血統表の出典）  | （血統表の出典） |
| 父 Sharpen Up 1969 栗毛 イギリス                                                 | 父の父*エタン 1961 栗毛 アメリカ                                                 | Native Dancer                                                                    | Polynesian        | Polynesian       |
| 父 Sharpen Up 1969 栗毛 イギリス                                                 | 父の父*エタン 1961 栗毛 アメリカ                                                 | Native Dancer                                                                    | Geisha            |                  |
| 父 Sharpen Up 1969 栗毛 イギリス                                                 | 父の父*エタン 1961 栗毛 アメリカ                                                 | Mixed Marriage                                                                   | Tudor Minstrel    | Tudor Minstrel   |
| 父 Sharpen Up 1969 栗毛 イギリス                                                 | 父の父*エタン 1961 栗毛 アメリカ                                                 | Mixed Marriage                                                                   | Persian Maid      |                  |
| 父 Sharpen Up 1969 栗毛 イギリス                                                 | 父の母Rocchetta 1961 栗毛 イギリス                                               | Rockefella                                                                       | Hyperion          | Hyperion         |
| 父 Sharpen Up 1969 栗毛 イギリス                                                 | 父の母Rocchetta 1961 栗毛 イギリス                                               | Rockefella                                                                       | Rockfel           |                  |
| 父 Sharpen Up 1969 栗毛 イギリス                                                 | 父の母Rocchetta 1961 栗毛 イギリス                                               | Chambiges                                                                        | Majano            | Majano           |
| 父 Sharpen Up 1969 栗毛 イギリス                                                 | 父の母Rocchetta 1961 栗毛 イギリス                                               | Chambiges                                                                        | Chanterelle       |                  |
| 母 Doubly Sure 1971 鹿毛 イギリス                                                | 母の父Reliance 1962 鹿毛 フランス                                                | Tantieme                                                                         | Deux-pour-cent    | Deux-pour-cent   |
| 母 Doubly Sure 1971 鹿毛 イギリス                                                | 母の父Reliance 1962 鹿毛 フランス                                                | Tantieme                                                                         | Terka             |                  |
| 母 Doubly Sure 1971 鹿毛 イギリス                                                | 母の父Reliance 1962 鹿毛 フランス                                                | Relance                                                                          | Relic             | Relic            |
| 母 Doubly Sure 1971 鹿毛 イギリス                                                | 母の父Reliance 1962 鹿毛 フランス                                                | Relance                                                                          | Polaire           |                  |
| 母 Doubly Sure 1971 鹿毛 イギリス                                                | 母の母Soft Angels 1963 栗毛 アイルランド                                         | Crepello                                                                         | Donatello         | Donatello        |
| 母 Doubly Sure 1971 鹿毛 イギリス                                                | 母の母Soft Angels 1963 栗毛 アイルランド                                         | Crepello                                                                         | Crepuscule        |                  |
| 母 Doubly Sure 1971 鹿毛 イギリス                                                | 母の母Soft Angels 1963 栗毛 アイルランド                                         | Sweet Angel                                                                      | Honeyway          | Honeyway         |
| 母 Doubly Sure 1971 鹿毛 イギリス                                                | 母の母Soft Angels 1963 栗毛 アイルランド                                         | Sweet Angel                                                                      | No Angel F-No.2-o |                  |